# Hemvattnet, Jämtland
Hemvattnet är en sjö i Strömsunds kommun i Jämtland och ingår i Ångermanälvens huvudavrinningsområde. Sjön har en area på 0,804 kvadratkilometer och ligger 443,3 meter över havet.

## Delavrinningsområde
Hemvattnet ingår i det delavrinningsområde (712242-146302) som SMHI kallar för Utloppet av Hemvattnet. Medelhöjden är 488 meter över havet och ytan är 6,25 kvadratkilometer. Det finns inga avrinningsområden uppströms utan avrinningsområdet är högsta punkten. Vattendraget som avvattnar avrinningsområdet har biflödesordning 4, vilket innebär att vattnet flödar genom totalt 4 vattendrag innan det når havet efter 265 kilometer. Avrinningsområdet består mestadels av skog (77 procent). Avrinningsområdet har 0,8 kvadratkilometer vattenytor vilket ger det en sjöprocent på 12,9 procent.